# Liste von Kathedralen in Asien

## Armenien
- Etschmiadsin: Kathedrale, Sitz der Armenischen orthodoxen Kirche
- Jerewan: Kathedrale St. Grigor Lusaworitsch, armen. orth.
- Odsun: Kathedrale von Odsun
- Swartnoz: Gregorkathedrale, armen. orth.

## Aserbaidschan
- Baku:
  - Kathedrale der Myrrhbearer, russ.-orth.
  - Kathedrale der geburt des Theotokos, russ.-orth.
  - Alexander-Newski-Kathedrale, orthodox, 1936 gesprengt
  - Maria-Himmelfahrts-Kathedrale, röm.-kath.
  - Sankt-Thaddäus-und-Bartholomäus-Kathedrale
- Schuschi (Bergkarabach): Erlöserkathedrale, armen.-orth.

## Bangladesch
- Chittagong: Kathedrale Unsere Frau vom Rosenkranz, Bau?, Konf.?
- Dhaka: Marienkathedrale, Bau?, Konf.?
- Dinajpur: Franz-Xaver-Kathedrale, Bau?, röm.-kath.
- Khulna: St. Joseph-Kathedrale, Bau?, Konf.?
- Mymensingh: St. Patrick-Kathedrale, Bau?, Konf.?
- Rajshahi: Christus-Erlöser-Kathedrale, Bau?, Konf.?

## Brunei
- Bandar Seri Begawan: Maria Empfängnis-Kathedrale, röm.-kath.

## China

### VR China
- Changchun: Kathedrale von Changchun
- Guangzhou: Herz-Jesu-Kathedrale
- Harbin: St.-Sofia-Kathedrale, 1923, russisch-orthodox
- Hongkong:
  - St. John’s Cathedral, 1849, anglikanisch; Ort: Garden Road
  - Kathedrale der unbefleckten Empfängnis, 1888, röm. kath.; Ort: Glenealy
- Macau: St. Paul, 1937, Vorgängerbauten seit 1623, röm. kath.
- Ningbo: Kathedrale zum Gedächtnis der Sieben Schmerzen Mariens zu Jiangbei, röm.-kath., 1713, 1872 umgebaut
- Peking:
  - St. Josephs-Kathedrale, … , röm. kath.
  - Südkathedrale, bis 1837 Bischofssitz
  - Nordkathedrale, 1887, röm. kath., war zeitweise Erzbischofssitz
- Shanghai:
  - ehem. anglikanische Kathedrale, 1886
  - ehem. orthodoxe Kathedrale
  - Xujiahui-Kathedrale, 1910, röm. kath.
- Tianjin : Wanghailou-Kirche

### Taiwan
- Hualien: Kathedrale Unserer lieben Frau zur immerwährenden Hilfe, röm.-kath.
- Chiayi: Kathedrale St. Johannes, röm.-kath.
- Kaohsiung: Kathedrale zum Rosenkranz, röm.-kath., 1863
- Tainan: Kathedrale Unserer Lieben Frau von China, röm.-kath.
- Taipeh:
  - Kathedrale der Unbefleckten Empfängnis, röm.-kath.
  - St. John’s Cathedral, anglikanisch
- Taichung: Kathedrale Jesus Erlöser, röm.-kath.
- Hsinchu: Kathedrale Reines Herz Mariens, röm.-kath.

## Georgien
- Ertazminda: Ertazminda-Kathedrale
- Manglissi: Manglissier Sioni
- Gremi: Gremier Kathedrale
- Gurdschaani: Gurdschaanier Qwelazminda
- Kutaissi (ქუთაისი): (Bagrati-Kathedrale), georg.-orth.
- Mzcheta (მცხეთა): Swetizchoweli-Kathedrale (K. der lebensspendenden Säule), georg.-orth.
- Nikorzminda: Nikorzminda-Dom
- Samtawissi-Kathedrale
- Tiflis (თბილისი, Tbilissi):
  - Dreifaltigkeitskathedrale, Sitz des Georgisch-Orthodoxen Patriarchen und Erzbischofs von Mzcheta-Tiflis
  - Zionskathedrale (Entschlafenskathedrale), Sitz des Patriarchen bis 2004
  - Maria-Himmelfahrt-Kathedrale, Bau? Tiflis (römisch-katholisch)
  - Alexander-Newski-Kathedrale
- Zalendschicha: Erlöserkathedrale, georg.-orth.

## Indien

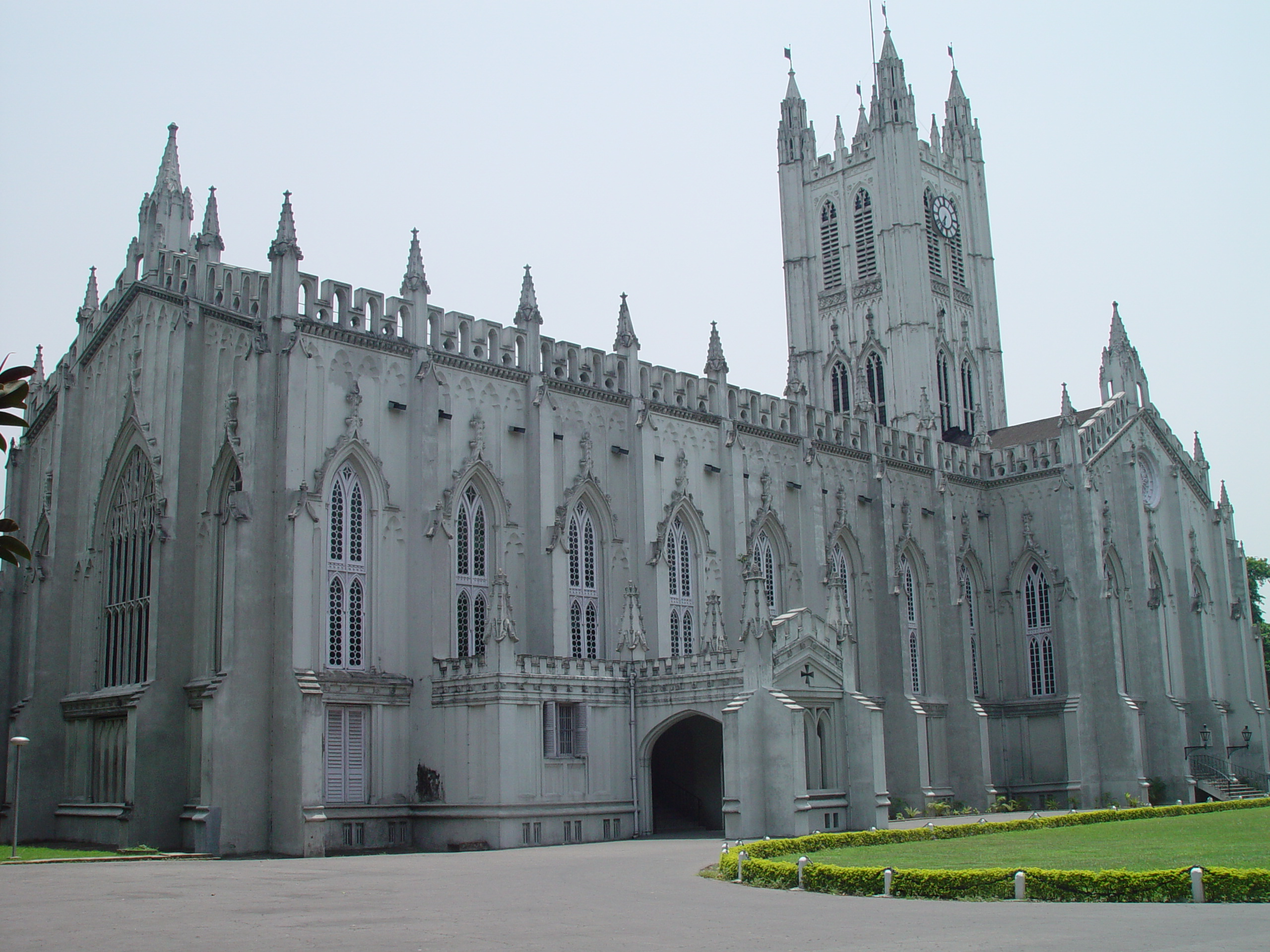
St.-Paulus-Kathedrale in Kolkata

- Chennai: St. Thomas Basilica, römisch-katholisch
- Chennai: St. George’s Cathedral, anglikanisch
- Coimbatore: St. Michael’s Cathedral, römisch-katholisch
- Darjeeling: Immaculate Conception Cathedral, römisch-katholisch
- Goa: St. Katharinen-Kathedrale, römisch-katholisch
- Kolkata: St. Paul’s Cathedral, anglikanisch
- Neu-Delhi: St. Peters-Kathedrale, syrisch-orthodox
- Kochi: Kathedralbasilika Santa Cruz, 1905, römisch-katholisch
- Mysuru: St. Philomena’s Church, römisch-katholisch
- Puducherry: Immaculate Conception Cathedral, römisch-katholisch
- Mulanthuruthy Marthoma Church, also Kirche des heiligen Thomas im Dorf Mulanthuruthy im Distrikt Ernakulam im Bundesstaat Kerala, erbaut zwischen 1100 und 1125, gehört der Malankara Orthodox-Syrischen Kirche und ist kultisch wie architektonisch einer der wichtigsten Kirchenbauten der Thomaschristen. Sie wird in manchen Quellen als Kathedrale, in vielen aber nur als Pfarr- und Wallfahrtskirche bezeichnet.

## Irak
- Bagdad:
  - Kathedrale unserer Frau von Nareg, Bau?, armen.-kath.
  - Kathedrale Schmerz Mutter Marias, chaldeanisch-kath.
  - Kathedrale Unserer Lieben Frau Errettung, Bau?, syr.-kath.
- Mosul:
  - St.-Georgs-Kathedrale der chaldäisch-katholische Erzeparchie, 2004 schwer beschädigt.

## Iran
- Isfahan, armenisches Viertel Neu-Julfa: Vank-Kathedrale, 1606 bis 1655, armenisch-orth.
- Teheran: Sankt-Sarkis-Kathedrale, arm.-orth.

## IsraelundPalästinensische Autonomiegebiete

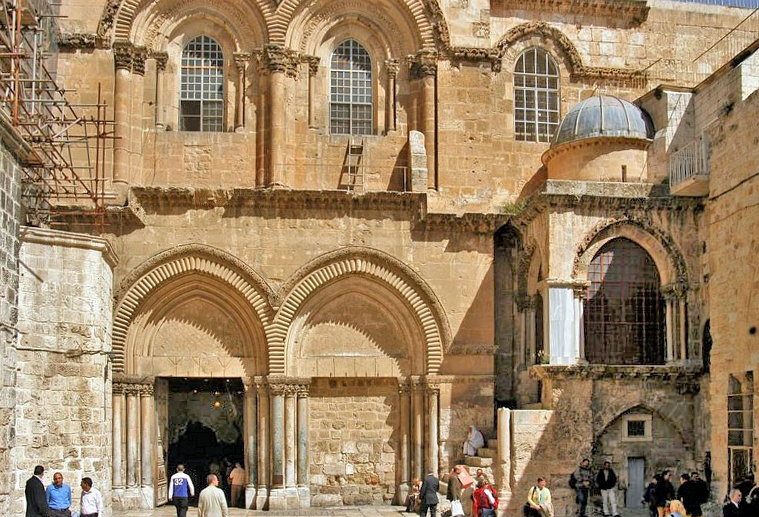
Jerusalem

- Akkon: Metropolitankirche St. Georg
- Caesarea Maritima: St. Peter
- Haifa: 
  - Kathedrale König Ludwigs des Heiligen, maronitisch
  - Prophet-Elija-Kathedrale, melkitisch-uniert
- Jerusalem:
  - Die Grabeskirche ist Sitz des Griechisch-Orthodoxen Patriarchen von Jerusalem. Sie ist, formal gesehen, auch die Kathedrale des Lateinischen (röm-kath.) Patriarchats. Insgesamt wird sie von sechs christlichen Konfessionen genutzt (Griechen, Lateiner, Armenier, Syrer, Kopten und Äthiopier), die zueinander eine traditionelle Rivalität pflegen.
  - Dreieinigkeitskathedrale, russisch-orthodox
  - Jakobskathedrale, 12. Jh., Sitz des armenisch-orthodoxen Patriarchen
  - Konkathedrale vom Allerheiligsten Namen Jesu, geweiht 1872, römisch-katholisch, eigentlicher Sitz des Lateinischen Patriarchen
  - Georgskathedrale, anglikanisch
  - Der Felsendom (um 700) auf dem Tempelberg ist keine Kirche, sondern ein islamisches Heiligtum, arab. قبة الصخرة qubbatu ʾṣ-ṣaḫra; „qubba“ = „Kuppel“, engl. „dome“, franz. „dôme“
- Lod: St. Georg
- Nazareth: Metropolitankirche St. Georg (Nazareth)
- Samaria: St. Johannes

Siehe auch: Liste der Kirchengebäude in Jerusalem

## Japan
- Chiyoda: Auferstehungskathedrale, jap.-orth.
- Fukuoka:
  - Daimyomachi-Kathedrale, röm.-kath.
  - Cathedral St. Peter, anglikanisch
- Hiroshima: Noboricho Kathedrale, röm.-kath.
- Kagoshima: Franz-Xaver-Kathedrale, röm.-kath.
- Kōbe: Cathedral St. Michael, anglikanisch

- Kyōto:

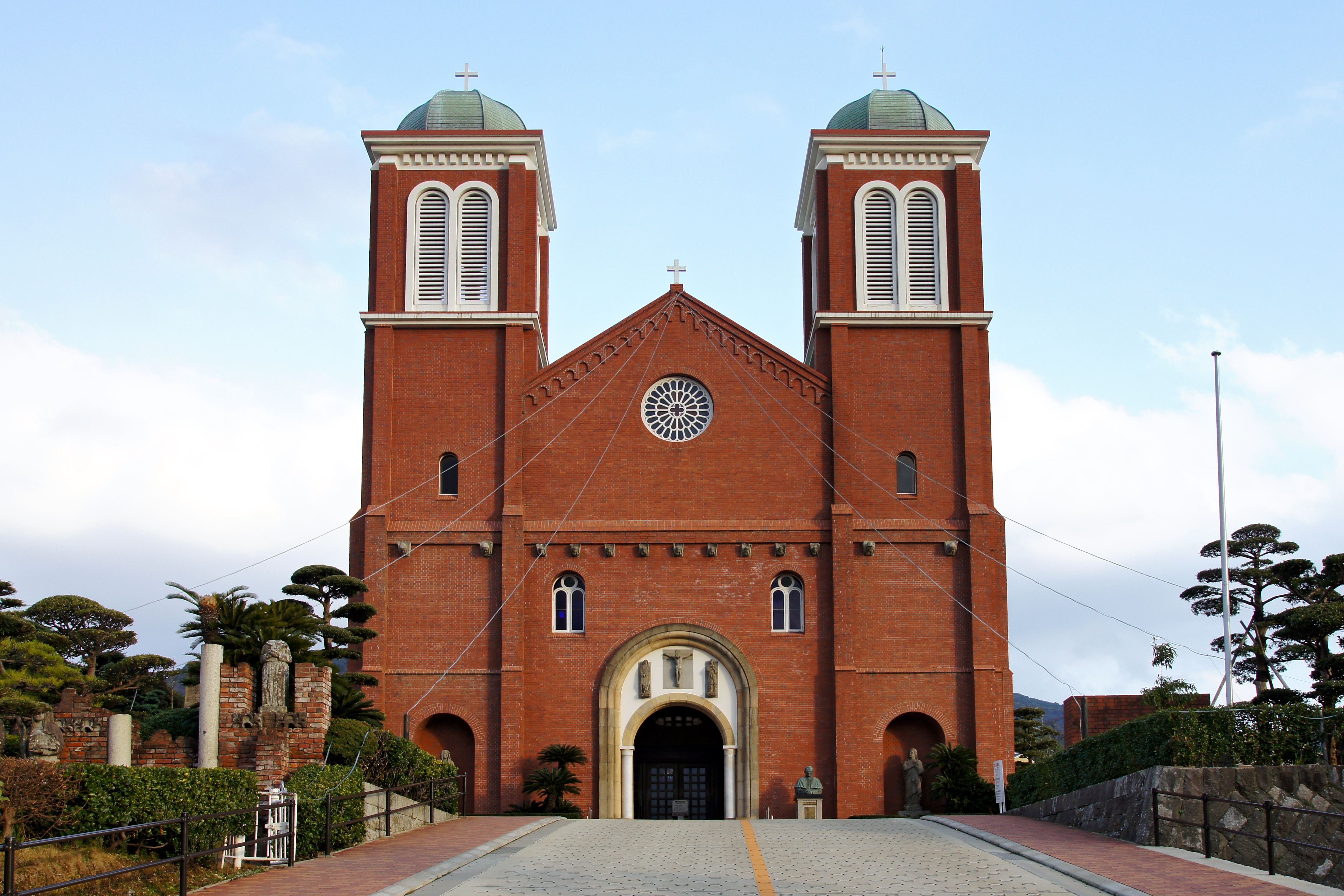
Urakami-Kathedrale in Nagasaki

  - Kawaramachi-Kathedrale, röm.-kath.
  - Verkündigungskathedrale, jap.-orth.
  - Cathedral St. Agnes, anglikanisch
- Maebashi: Cathedral St. Matthias, anglikanisch
- Nagasaki: Urakami-Kathedrale, 1895–1925, röm.-kath.
- Nagoya:
  - Nunoike-Kathedrale, röm.-kath.
  - Cathedral St. Matthew, anglikanisch
- Naha:
  - Kathedrale zum unbefleckten Herz, röm.-kath.
  - Cathedral Sts. Peter & Paul, anglikanisch
- Niigata: Niigata Kathedrale, röm.-kath.
- Nishinomiya: Nishinomiya-Ko-Kathedrale, röm.-kath.
- Ōita: Franz-Xaver-Kathedrale, röm.-kath.
- Osaka:
  - Tamatsukuri-Kathedrale, röm.-kath.
  - Kawaguchi Christ Church Cathedral, anglikanisch
- Saitama: Kathedrale St. Theresa vom Kinde Jesu, röm.-kath.
- Sapporo:
  - Kitaiciho-Kathedrale/Schutzengelkathedrale, röm.-kath.
  - Christ Church Cathedral, anglikanisch
- Sendai:
  - Motoderakoji Kathedrale, röm.-kath.
  - Verkündigungskathedrale, jap.-orth.
  - Anglikanische Sendai-Kathedrale
- Takamatsu: Sakuramachi-Kathedrale, röm.-kath.
- Tokio:
  - Auferstehungskathedrale Tokio, jap.-orth.
  - Marien-Kathedrale, röm.-kath.
  - Cathedral St. Andrew, anglikanisch
- Yokohama:
  - Yamate Kathedrale, röm.-kath.
  - Cathedral St. Andrew, anglikanisch

## Jordanien
- Amman:
  - Kathedrale St. Georg, griech.-melk.-kath.
  - Kathedrale Verkündigung des Theotokos, orth.

## Kasachstan
- Almaty:
  - Christi-Himmelfahrt-Kathedrale, Bauzeit: 1904–1907 (Russisch-Orthodox)
  - Nikolaus-Kathedrale, Bauzeit: 1906–1908 (Russisch-Orthodox)
  - Christ-Erlöser-Kathedrale (Russisch-Orthodox)
  - Sophienkathedrale (Russisch-Orthodox)
  - Kasaner Kathedrale
  - Dreifaltigkeitskathedrale, röm.-katholisch
- Aqtöbe: Nikolaus-Kathedrale
- Astana:
  - Mariä-Entschlafens-Kathedrale, Bauzeit: 2005–2010 (Russisch-Orthodox)
  - Kathedrale Unserer Mutter der Immerwährender Hilfe, röm.-katholisch
- Atyrau: Mariä-Entschlafens-Kathedrale, Bauzeit: 1883 (Russisch-Orthodox)
- Ekibastus: Seraphim-Iwerski-Kathedrale (Russisch-Orthodox)
- Oral: Erzengel-Michael-Kathedrale, Bauzeit: 1741–1751 (Russisch-Orthodox)
- Öskemen: St.-Andreas-Kathedrale, Bauzeit: 2001–2007 (Russisch-Orthodox)
- Pawlodar: Mariä-Verkündigungs-Kathedrale, Bauzeit: 1993–1999 (Russisch-Orthodox)
- Karaganda:
  - Heilige Wwedenski-Kathedrale, Bauzeit: 1991–1998 (Russisch-Orthodox)
  - Kathedrale Mutter aller Nationen, Bauzeit: 2004–2010 (röm.-katholisch)
  - Ehemalige Kathedrale St. Joseph, Bauzeit 1977–1978 (röm.-katholisch)
- Semei: Auferstehungs-Kathedrale (Russisch-Orthodox)
- Schymkent: St.-Nikolaus-Kathedrale, (Russisch-Orthodox)
- Taras: Mariä-Entschlafens-Kathedrale (Russisch-Orthodox)

## Kirgisistan
- Bischkek: Christi-Auferstehungs-Kathedrale, russ.-orth.

## Korea

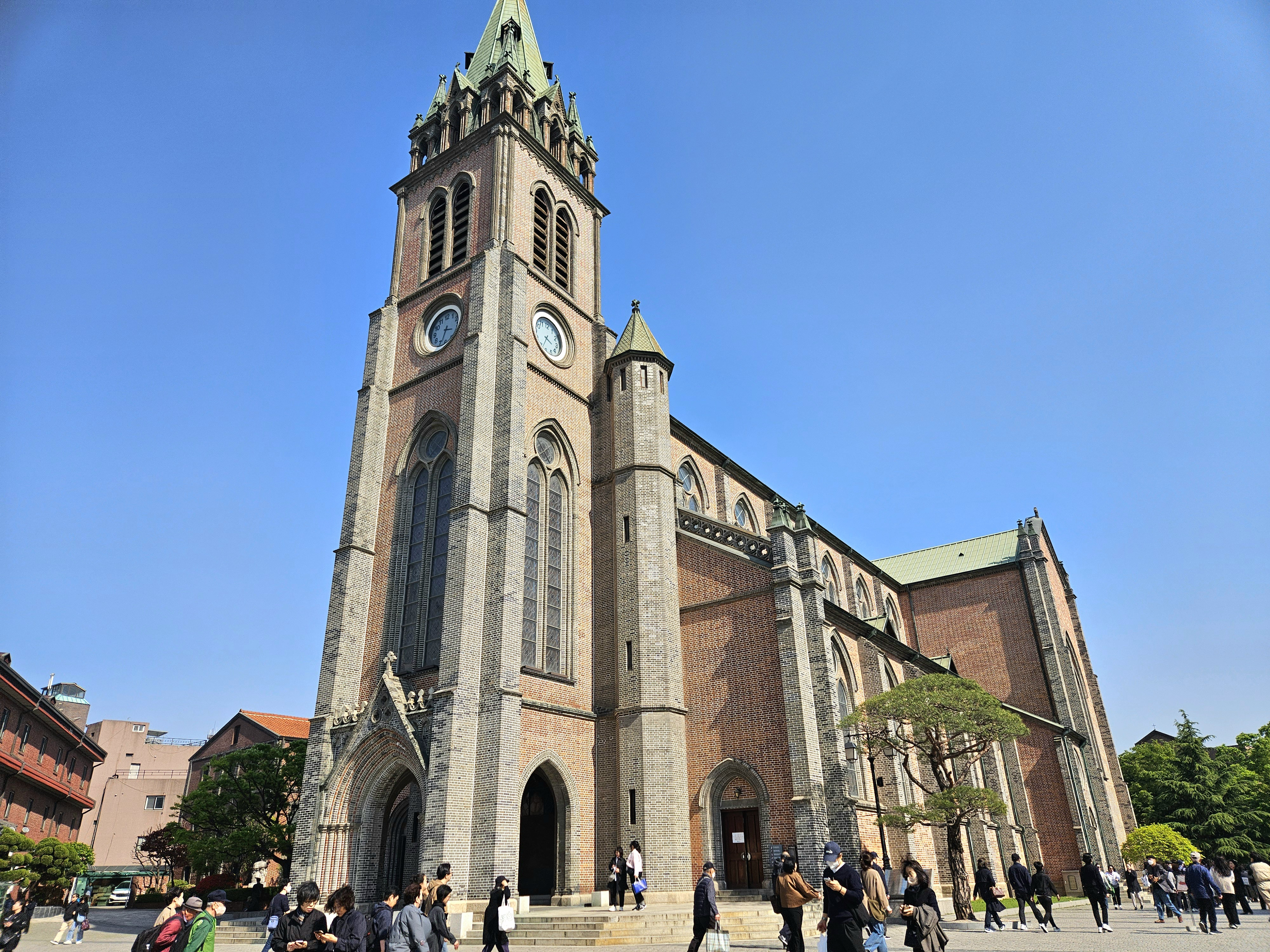
Myeongdong-Kathedrale in Seoul

### Nordkorea
- Pjöngjang:
  - Kathedrale von Jangchung, 1988, röm.-katholisch (?)
  - Russisch-orthodoxe Kathedrale, 2004

### Südkorea
- Bundang-dong: (Prov. Seongnam), St. Johannes,Bundang-gu, … , röm.-katholisch
- Daegu: Kyesan-Kathedrale, röm.-katholisch
- Seoul:
  - Anglican Cathedral
  - Myeongdong-Kathedrale, 1892–1898, neugotischer Ziegelbau, röm.-katholisch

## Kuwait
- Kuwait: Kathedrale zur Heiligen Familie, röm.-kath.

## Libanon
- Beirut:
  - Patriarchenkathedrale St. Elias & St. Gregor, arm.-kath.
  - Kathedrale St. Georg, syri.-maron.
  - Kathedrale St. Georg, griech.-orth.
  - Kathedrale Mariä-Verkündung, syr.-kath.
  - Saint Louis des Pères Capucins, röm.-kath. (Lateiner)
  - St. Johannes-Kathedrale, heute Moschee
- Baalbek: Kathedrale St. Barbara, griech.-melk.-kath.
- Batrun: Kathedrale St. Stephan, maron.-kath.
- Byblos: St.-Johannes-Kathedrale
- Tripoli: Kathedrale St. Michael, maron.-kath.

## Malaysia
- Sandakan: St. Mary’s Cathedral

## Osttimor
- Baucau: Kathedrale Santo António, Römisch-Katholisch
- Dili: Kathedrale Maria Himmelfahrt, Römisch-Katholisch, 1988 eingeweiht
- Maliana: Kathedrale Sagrado Coraçao de Jesus, Römisch-Katholisch, vor 1975 erbaut

## Pakistan
- Faisalabad: Kathedrale St. Peter & Paul, röm.-kath.
- Hyderabad: Kathedrale St. Joseph, röm.-kath.
- Karatschi:
  - Kathedrale St. Patrick, röm.-kath.
  - Dreifaltigkeitskathedrale, anglikanisch
- Lahore: Heilig-Herz-Kathedrale, röm.-kath.
- Multan: Auferstehungskathedrale, röm.-kath.
- Peschawar: Kathedrale St. Johannes, anglikanisch
- Quetta: Pro-Kathedrale zum Rosenkranz, röm.-kath.
- Raiwind: Kathedrale St. Maria, anglikanisch
- Rawalpindi: Kathedrale St. Joseph, röm.-kath.
- Sialkot: Dreifaltigkeitskathedrale, anglikanisch

## Papua-Neuguinea
- Aitape: Kathedrale St. Ignatius, röm.-kath.
- Alotau: Kathedrale Heiliges Herz Jesu, röm.-kath.
- Bereina: Kathedrale Heiliges Herz Unserer Lieben Frau, röm.-kath.
- Daru: Ko-Kathedrale St. Ludwig von Montfort, röm.-kath.
- Dogura: Kathedrale St. Peter & St. Paul, anglikanisch
- Hahela: Kathedrale Mariä Himmelfahrt, röm.-kath.
- Kavieng: Kathedrale Heilges Herz Unserer Lieben Frau, röm.-kath.
- Kefamo: Kathedrale Mariä Christliche Hilfe, röm.-kath.
- Kerema: Kathedrale Heilig-Geist, röm.-kath.
- Kimbe: Kathedrale Mariä Christliche Hilfe, röm.-kath.
- Kiunga: Kathedrale St. Gerard, röm.-kath.
- Kokopo, Stadtteil Vunapope: Kathedrale Heilig-Herz, röm.-kath.
- Kundiava: Kathedrale Mariä Christliche Hilfe, röm.-kath.
- Lae: Kathedrale St. Maria, röm.-kath.
- Madang: Kathedrale Heilig-Geist, röm.-kath.
- Mendi: Kathedrale Mutter des Göttlichen Hirten, röm.-kath.
- Mount Hagen: Kathedrale der Heiligen Dreifaltigkeit, röm.-kath.
- Popondetta: Wiederauferstehungskathedrale, anglikanisch
- Port Moresby:
  - Kathedrale St. Maria, röm.-kath.
  - Kathedrale St. John, anglikanisch
- Rabaul: Ko-Kathedrale St. Franziskus Xavier, röm.-kath.
- Sangurap: Kathedrale des Guten Hirten, röm.-kath.
- Tubiana: Ehemalige Kathedrale Erzengel St. Michael, röm.-kath.
- Vanimo: Pro-Kathedrale Heilig-Kreuz, röm.-kath.
- Wewak: Christ-König-Kathedrale, röm.-kath.

## Philippinen
Die Philippinen sind das einzige asiatische Land, das überwiegend christlich ist. Etwa 83 % gehören dem katholischen, 9 % dem protestantischen Glauben an.
- Alaminos City: Cathedral of St. Joseph the Patriarch, röm.-kath.
- Antipolo City: Cathedral of the Immaculate Conception (Unbefleckte Empfängnis), Nationalschrein, röm.-kath., Nationalschrein
- Bacolod: Cathedral San Sebastian, röm.-kath.
- Baguio City: Cathedral Our Lady of Atonement (Unserer Lieben Frau Buße), röm.-kath.
- Balanga City: Cathedral St. Joseph, röm.-kath.
- Bangued: Cathedral St. James Major, röm.-kath.
- Basco: Cathedral Santo Domingo de Guzman, röm.-kath.
- Bayombong: Cathedral St. Dominic, röm.-kath.
- Boac: Cathedral of the Immaculate Conception, röm.-kath.
- Bontoc: Cathedral St. Rita, röm.-kath.
- Borongan City: Cathedral of the Nativity of the Blessed Virgin Mary, röm.-kath.
- Butuan City: Cathedral St. Joseph, röm.-kath.
- Cabanatuan City: Cathedral St. Nicolas of Tolentino, röm.-kath.
- Cagayan de Oro City: Metropolitan Cathedral St. Augustine, röm.-kath.
- Calapan City: Cathedral of the Holy Infant, röm.-kath.
- Calbayog City: Cathedral Sts. Peter & Paul, röm.-kath.
- Catarman: Cathedral Our Lady Annunciation, röm.-kath.
- Cebu City: Metropolitan Cathedral St. Vitales, röm.-kath.
- Caloocan City: Cathedral San Roque, röm.-kath.
- Cotabato City: Cathedral of the Immaculate Conception, röm.-kath.
- Daet: Cathedral St. John the Baptist, röm.-kath.
- Dagupan City:
  - Cathedral St. John, röm.-kath.
  - Old St. John’s Cathedral (ehemalige Kathedrale), röm.-kath.
- Davao City: Cathedral San Pedro, röm.-kath.
- Digos: Cathedral of Mary, Mother & Mediatrix, röm.-kath.
- Dipolog City: Cathedral Our Lady of the Holy Rosary, röm.-kath.
- Dumaguete City: Cathedral St. Catherine of Alexandria, röm.-kath.
- General Santos City: Cathedral of Christ the King, röm.-kath.
- Gumaca: Cathedral San Diego de Alcala, röm.-kath.
- Iba: Cathedral St. Augustine, röm.-kath.
- Ilagan: Cathedral St. Ferdinand, röm.-kath.
- Iligan City: Cathedral St. Michael the Archangle, röm.-kath.
- Imus: Cathedral Our Lady of the Pillar, röm.-kath.
- Infanta: Cathedral Infant Jesus of Prague & St. Mark the Evangelist, röm.-kath.
- Ipil: Cathedral St. Joseph the Worker, röm.-kath.
- Isabela City: Cathedral Elizabeth of Portugal, röm.-kath.
- Iloilo City: Metropolitan Cathedral St. Elizabeth of Hungary, röm.-kath.
- Jolo Town: Cathedral Our Lady of Mount Carmel, röm.-kath.
- Kabankalan City: Cathedral St. Francis Xavier, röm.-kath.
- Kalibo: Cathedral St. John the Baptist, röm.-kath.
- Kidapawan City: Cathedral Our Lady Mediatrix of All Graces, röm.-kath.
- Laoag City: Cathedral St. William the Hernit, röm.-kath.
- Legazpi City: Cathedral St. Gregory the Great, röm.-kath.
- Libmanan: Cathedral St. James the Apostle, röm.-kath.
- Lingayen: Co-Cathedral of the Three Kings (Heilige drei Könige), röm.-kath.
- Lipa City: Cathedral San Sebastian, röm.-kath.
- Lucena City: Cathedral St. Ferdinand, röm.-kath.
- Maasin City: Cathedral Our Lady Assumption, röm.-kath.
- Malaybalay City: Cathedral San Isidro Labrador, röm.-kath.
- Malolos City: Cathedral of the Immaculate Conception, röm.-kath., Basilica minor
- Manila:
  - Metropolitan Cathedral of the Immaculate Conception, röm.-kath., Basilica minor
  - National Cathedral of the Holy Child (Heiliges Kind), Unabhängige Kirche der Philippinen
- Marawi City: Cathedral of Maria Auxiliadora (Maria Hilf), röm.-kath.
- Masbate City: Cathedral St. Anthony of Padua, röm.-kath.
- Mati: Cathedral San Nicolas de Tolentino, röm.-kath.
- Naga City: Metropolitan Cathedral St. John the Evangelist, röm.-kath.
- Naval: Cathedral Our Lady of the Most Holy Rosary, röm.-kath.
- Ozamis City: Cathedral of the Immaculate Conception, röm.-kath.
- Pagadian City: Cathedral Santo Niño, röm.-kath.
- Palo: Cathedral of the Transfiguration of Our Lord, röm.-kath.
- Parañaque City: Cathedral St. Andrew, röm.-kath.
- Pasig City: Cathedral of the Immaculate Conception, röm.-kath.
- Puerto Princesa City: Cathedral of the Immaculate Conception, röm.-kath.
- Quezon City:
  - Cathedral of the Immaculate Conception, röm.-kath.
  - Cathedral of the Good Shepherd, röm.-kath.
  - Cathedral St. Ignatius of Loyola, röm.-kath., Militärordinariat
- Romblon: Cathedral St. Joseph, röm.-kath.
- Roxas City: Cathedral of the Immaculate Conception, röm.-kath.
- San Carlos City: Cathedral San Carlos Borromeo, röm.-kath.
- San Fernando (La Union): Cathedral St. William the Hermit, röm.-kath.
- San Fernando (Pampanga): Metropolitan Cathedral St. Ferdinand, röm.-kath.
- San Jose (Antique): Cathedral St. Joseph the Worker, röm.-kath.
- San Jose City: Cathedral St. Joseph, röm.-kath.
- San Jose (Occidental Mindoro): Cathedral St. Joseph the Worker, röm.-kath.
- San Pablo: Cathedral St. Paul the Hermit, röm.-kath.
- Sorsogon City: Cathedral Sts. Peter & Paul, röm.-kath.
- Surigao City: Cathedral San Nicolas de Tolentino, röm.-kath.
- Tabuk City: Cathedral St. William, röm.-kath.
- Tagbilaran City: Cathedral St. Joseph the Worker, röm.-kath.
- Tagum:
  - Cathedral of Christ the King, röm.-kath.
  - Old Cathedral of Christ the King (ehemalige Kathedrale), röm.-kath.
- Talibon: Blessed Trinity Cathedral, röm.-kath.
- Tandag City: Cathedral San Nicolas de Tolentino, röm.-kath.
- Tarlac City: Cathedral San Sebastian, röm.-kath.
- Taytay: Cathedral St. Joseph, röm.-kath.
- Tuguegarao City: Cathedral Sts. Peter & Paul, röm.-kath.
- Urdaneta City: Cathedral Our Lady of the Immaculate Conception, röm.-kath.
- Vigan: Metropolitan Cathedral of the Conversion of St. Paul the Apostle, röm.-kath., UNESCO-Welterbe
- Virac: Cathedral Our Lady of the Immaculate Conception, röm.-kath.
- Zamboanga City: Metropolitan Cathedral of the Immaculate Conception, röm.-kath.

## Singapur
- Singapur:
  - St. Andrew’s Cathedral, 1856 (nach Vorgängerbau), anglikanisch
  - Cathedral of the Good Shepherd, 1843, röm.-kath.
  - Kathedrale St. Thomas, syrisch-orthodox
  - Church of St Mary of the Angels, 1970 röm.-kath.

## Sri Lanka
- Anuradhapura: Cathedral St. Joseph, röm.-kath.
- Badulla: Cathedral St. Mary, röm.-kath.
- Batticaloa: Co-Cathedral St. Anne, röm.-kath. (zum Bistum Trincomalee - Batticaloa gehörend)
- Chilaw: Cathedral St. Mary, röm.-kath.
- Colombo:
  - Cathedral St. Lucia, röm.-kath.
  - Cathedral of Christ the King Saviour (Christ Erlöser), Anglikanische Kirche Ceylons
- Galle: Cathedral St. Mary, röm.-kath.
- Jaffna: Cathedral St. Mary, röm.-kath.
- Kandy: Cathedral St. Anthony, röm.-kath.
- Kurunegala:
  - Cathedral St. Anne, röm.-kath.
  - Cathedral Christ the King (Christ-König), Anglikanische Kirche Ceylons
- Mannar: Cathedral St. Sebastian, röm.-kath.
- Ratnapura: Cathedral Sts. Peter & Paul, röm.-kath.
- Trincomalee: Cathedral St. Mary, röm.-kath.
- Vaddukoddai: Cathedral St. Thomas, Anglikanische Kirche Ceylons

## Syrien
- Aleppo:
  - Kathedrale Maria Himmelfahrt, syr.-kath.
  - Kathedrale Maria Mitleid, arm.-kath.
  - Sankt-Elias-Kathedrale, maron.-kath.
  - ehem. Kathedrale St. Francis of Assisi - jetzt Franz-von-Assisi-Kirche, rom.-kath.
  - Jesuskind-Kathedrale, rom.-kath.
  - Kathedrale St. Josef, chald.-kath.
  - Kathedrale St. Maria, griech.-melk.-kath.
  - Vierzig-Märtyrer-Kathedrale, armenisch-apostolisch
- Damaskus:
  - Mariamitische Kathedrale von Damaskus
  - Kathedrale Maria Entschlafung, griech.-kath.
  - Kathedrale Maria Entschlafung, griech.-melk.-kath.
  - Kathedrale der Königin des Universums, armen.-kath.
  - Georgskathedrale, syrisch-orthodox
- Ma'arrat Saydnaya bei Damaskus: St. Peter und Pauls-Kathedrale im Ephraimskloster (Mor-Aphrem-Kloster), Sitz des Patriarchen von Antiochien, Oberhaupt der Syrisch-orthodoxen Kirche
- Tartus: Unsere Liebe Frau von Tortosa

## Tadschikistan
- Duschanbe: Kathedrale St. Nikolaus, russ.-orth.

## Usbekistan
- Taschkent: Himmelfahrtskathedrale, russ.-orth.

## Vereinigte Arabische Emirate
- Abu Dhabi: Kathedrale St. Joseph, röm.-kath.

## Vietnam

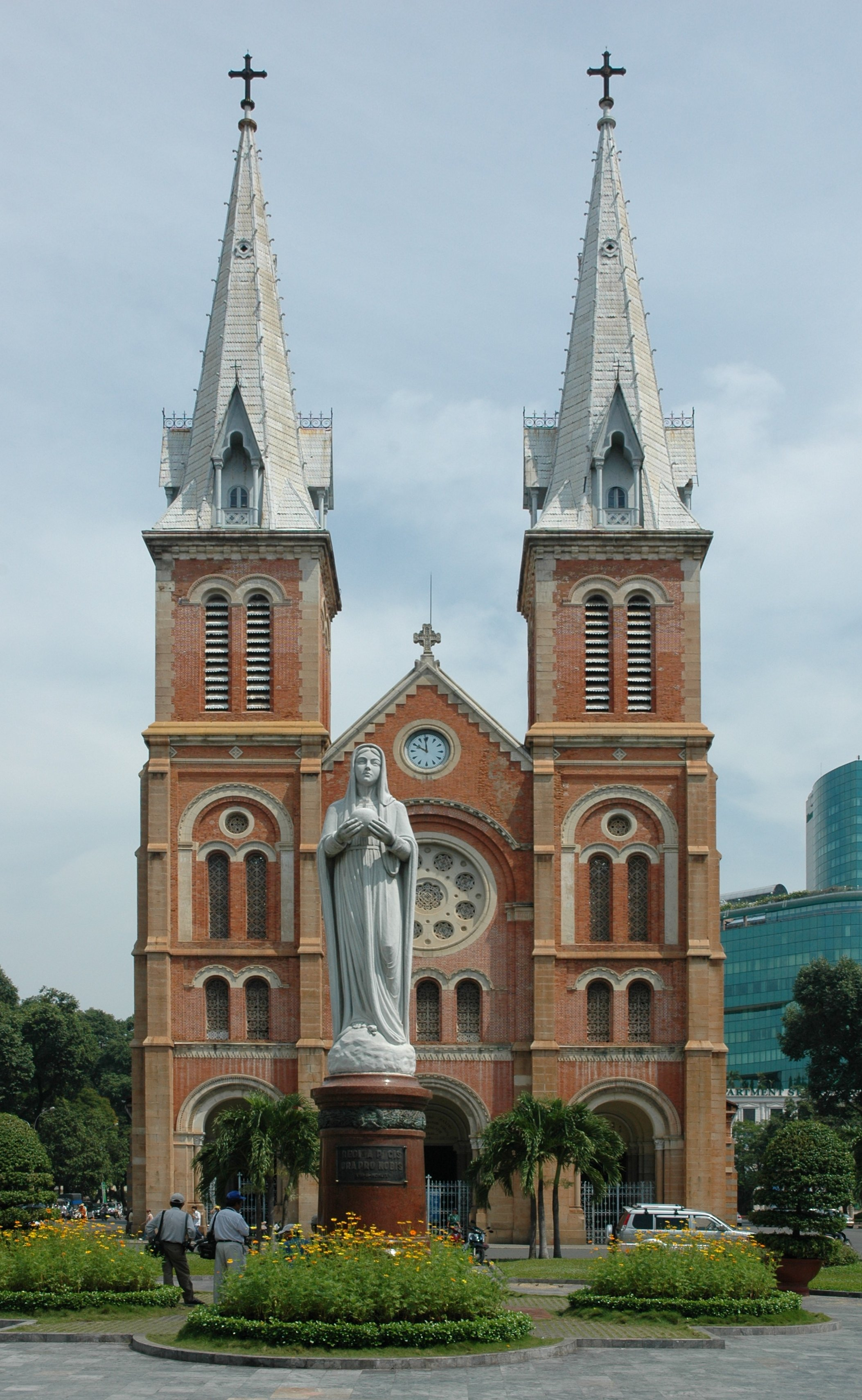
Liebfrau, Ho-Chi-Minh-Stadt

- Ba Ria: Sankt-Jakobus-und-Philippus-Kathedrale (Thanh Giacobe van Thanh Phillipphe), röm.-kath.
- Bắc Ninh: Königin-des-Rosenkranzes-Kathedrale (Nu Vuong Rat Thanh Man Coi), röm.-kath.
- Ban Me Thuot: Herz-Jesu-Kathedrale (Thanh Tam Chua Giesu), röm.-kath.
- Bui Chu: Königin-des-Rosenkranzes-Kathedrale (Nu Vuong Rat Thanh Man Coi), röm.-kath.
- Can Tho: Herz-Jesu-Kathedrale (Thanh Tam Chua Giesu), röm.-kath.
- Da Lat: Sankt-Nikolaus-Kathedrale (Thanh Nicolao), röm.-kath.
- Da Nang: Herz-Jesu-Kathedrale (Thanh Tam Chua Giesu), röm.-kath.
- Hanoi: St.-Josephs-Kathedrale, 1886, (Thanh Giuse), röm.-kath. Erzbistum.
- Hai Phong: Königin-des-Rosenkranzes-Kathedrale (Nu Vuong Rat Thanh Man Coi), röm.-kath.
- Ho-Chi-Minh-Stadt (Saigon): Liebfrau-Unbefleckte-Empfängnis-Kathedrale-Basilika (Notre Dame), 1877–1883, (Duc Ba Vo Nhiem Nguyen Toi), röm.-kath. Erzbistum.
- Huế: Unbeflecktes-Herz-Mariä-Kathedrale, 1877 ff., (Trai Tim Cuc Sach Duc Thanh Maria), röm.-kath. Erzbistum.
- Hung Hoa: Sankt-Theresia-vom-Kinde-Jesu-Kathedrale (Thanh Teresa Hai Dong Giesu).
- Kontum: Liebfrau-Unbefleckte-Empfängnis-Kathedrale (Duc Ba Vo Nhiem Nguyen Toi), röm.-kath.
- Lan Son-Cao Bang: St.-Josephs-Kathedrale (Thanh Giuse), röm.-kath.
- Long Xuyên: Königin vom Frieden (Nu Vuong Hoa Binh), röm.-kath.
- Mỹ Tho: Liebfrau-Unbefleckte-Empfängnis-Kathedrale (Duc Ba Vo Nhiem Nguyen Toi), röm.-kath.
- Nha Trang: Christus König (Duc Kito Vua), röm.-kath.
- Phan Thiết: Herz-Jesu-Kathedrale (Thanh Tam Chua Giesu), röm.-kath.
- Phat Diem: Königin-des-Rosenkranzes-Kathedrale (Nu Vuong Rat Thanh Man Coi), röm.-kath.
- Phu Cuong: Herz-Jesu-Kathedrale (Thanh Tam Chua Giesu), röm.-kath.
- Quy Nhon: Mariä-Himmelfahrt-Kathedrale (Duc Me len troi), röm.-kath.
- Thái Bình: Herz-Jesu-Kathedrale (Thanh Tam Chua Giesu), röm.-kath.
- Thanh Hóa: Liebfrau-Unbefleckte-Empfängnis-Kathedrale, (Duc Ba Vo Nhiem Nguyen Toi), röm.-kath.
- Vinh: Mariä-Himmelfahrt-Kathedrale (Duc Me len troi), röm.-kath.
- Vĩnh Long: Heiliger-Maria-Mutter-Sankt-Anna-Kathedrale (Thanh Anna than mau Duc Thanh Maria)
- Xuan Loc: Christus König (Duc Kito Vua), röm.-kath.